# Jogo baseado em localização

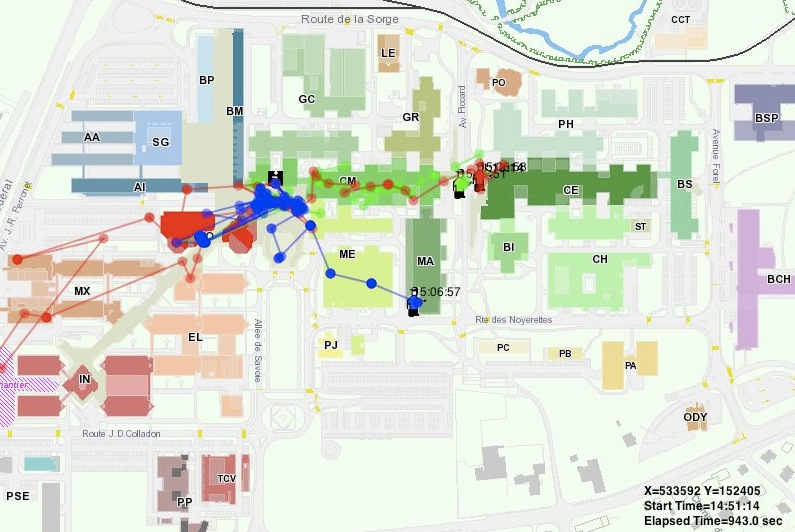
Um mapa de rastros de jogadores em um jogo baseado em localização

Um jogo baseado em localização ou jogo locativo é um tipo de jogo pervasivo em que a jogabilidade evolui e progride através da localização do jogador. Assim, jogos baseados em localização devem fornecer algum mecanismo para permitir que o jogador informe sua localização, sendo muitas vezes através de algum tipo de tecnologia de localização, por exemplo, através da utilização de satélites de posicionamento por GPS. "Jogos urbanos" ou "jogos de rua" são tipicamente jogos multijogador baseado em localização de jogos que são jogados nas ruas da cidade e ambientes urbanos. Vários dispositivos móveis podem ser usados para jogar os jogos baseados em localização; estes têm sido referidos como jogos baseados em localização para dispositivos móveis, fundindo os jogos baseados em localização e jogos para celular. Exemplos de tais jogos incluem geocaching, BotFighters, Ingress, e Pokémon GO.
Alguns jogos têm usado tecnologias móveis incorporadas, tais como Near Field Communication, Bluetooth e UWB. Fraco desempenho da tecnologia em áreas urbanas levou alguns baseados em localização de jogos para incorporar desconectividade como um recurso de jogabilidade.

## Jogos
Jogos baseados em localização podem ser de natureza digital ou física. Por exemplo, Geocaching é uma atividade recreativa ao ar livre na qual os participantes utilizam um receptor de Sistema de Posicionamento Global (GPS) ou dispositivo móvel e outras técnicas de navegação para esconder e procurar contêineres. Em contraste, jogos como Pokémon Go são totalmente contidos em dispositivos digitais, com pouca ou nenhuma interação ou efeito no mundo físico.

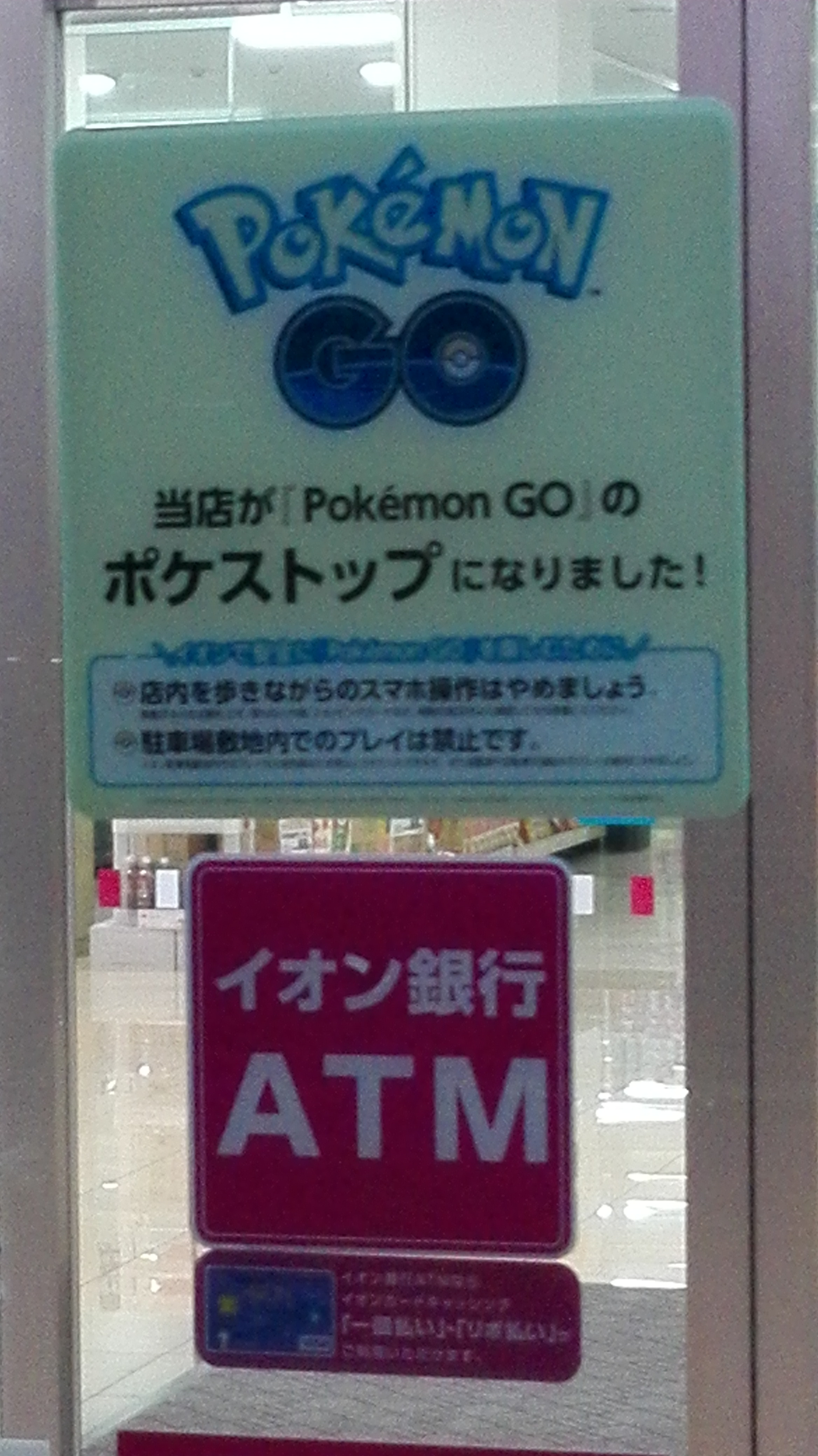
Uma PokéStop em Aeon Town Higashi-Osaka, um exemplo de uma marcação no mundo real para o jogo baseado em localização Pokémon Go

## Tecnologia
Alguns jogos baseados em localização que são jogos eletrônicos utilizam tecnologias móveis embutidas, como NFC, Bluetooth e UWB. Esses jogos eletrônicos também utilizam comumente realidade aumentada para criar uma experiência imersiva. Jogos como Pokémon Go e Ingress também utilizam uma interface de Mapa Vinculado à Imagem (ILM), onde locais aprovados com geotag aparecem em um mapa estilizado, gerado com base nos dados de GPS, para que o usuário possa interagir.

## Organizações
Em 2006, estudantes da Penn State fundaram o Urban Gaming Club. O objetivo do clube é proporcionar jogos baseados em localização e Jogos de Realidade Alternativa. Alguns dos jogos jogados pela Penn State da UGC são Humans vs. Zombies, Manhunt, Freerunning e Capturar a Bandeira. Estudantes de outras universidades Americanas formaram organizações similares, como o Surto de Zombie Outbreak Management Facilitation Group de Cornell College.

## Aprendizagem
Jogos baseados em localização podem induzir a aprendizagem. De Souza, (2006) observou que essas atividades produzem aprendizagem social e experiencial. A aprendizagem, no entanto, é relacionado com os objetivos do game designers. Em uma pesquisa de jogos baseados em localização (Avouris & Yiannoutsou, de 2012) observou-se que em termos do objetivo principal, esses jogos podem ser classificados como lúdicos, (por exemplo, jogos que são criados para se divertir), pedagógicos (por exemplo, jogos criados, principalmente, para a aprendizagem), e híbrido, (por exemplo, jogos com uma mistura de objetivos). O grupo lúdico, são, em grande medida voltada para a ação, envolvendo atividades como tiro, ação ou caça ao tesouro. Estas são fracamente relacionadas a uma narrativa e de um mundo virtual. No entanto, a versão role-playing destes jogos parecem ter um maior potencial para a aprendizagem, embora isso ainda não tenha sido confirmado através de mais alargados estudos empíricos. Por outro lado, a interação social que tem localização e habilidades relacionadas a decisões estratégicas, observação, planejamento, a atividade física são as principais características desta vertente em termos de aprendizagem. O estágio pedagógico de grupo de jogos envolve simuladores participatórios, aprendizagem de línguas situada e jogos de ação educacionais. Finalmente, os jogos híbridos são principalmente os jogos baseados em localização de museus e ficção móvel, ou uma cidade de ficção.